# بازیکن فوتبال سال اوکراین
بازیکن فوتبال سال اوکراین (انگلیسی: Ukrainian Footballer of the Year) یک جایزه سالیانه روزنامه‌نگاری است که از سال ۱۹۹۱ توسط روزنامه Ukrainskiy Football که بهترین بازیکن حرفه ای فوتبال اوکراین اعطا می‌گردد.

## دریافت‌کنندگان

### Ukrainian Research Institute of Physical Culture
| سال  | بازیکن فوتبال                                            | باشگاه                                  |
| ---- | -------------------------------------------------------- | --------------------------------------- |
| ۱۹۲۲ | Ivan Privalov ۲ام Mykola Krotov ۳ام Oleksandr Zlochevsky | Shturm Kharkiv Shkirtrest Odessa        |
| ۱۹۲۳ | Ivan Privalov ۲ام Mykola Kazakov ۳ام Ivan Natarov        | Shturm Kharkiv                          |
| ۱۹۲۴ | Roman Norov ۲ام Ivan Privalov ۳ام Oleksandr Shpakovsky   | Shturm Kharkiv KFKP KFKP/Shturm Kharkiv |

### Central House of Physical Culture of Ukraine
| سال  | بازیکن فوتبال                                                        | باشگاه                                                                                 |
| ---- | -------------------------------------------------------------------- | -------------------------------------------------------------------------------------- |
| ۱۹۲۵ | Ivan Privalov ۲ام Mykola Krotov ۳ام Vasyl Kotov                      | RabIs Kharkiv Shkirtrest Odessa                                                        |
| ۱۹۲۶ | Ivan Privalov ۲ام Yakiv Alferov ۳ام Oleksandr Shpakovsky             | RabIs Kharkiv/Dinamo Kharkiv RabIs Kharkiv/Dinamo Kharkiv RabIs Kharkiv/Dinamo Kharkiv |
| ۱۹۲۷ | Ivan Privalov ۲ام Oleksandr Shtraub ۳ام Volodymyr Fomin              | Dinamo Kharkiv Kanatnyky Odessa Dinamo Kharkiv                                         |
| ۱۹۲۸ | Oleksandr Babkin ۲ام Kostiantyn Fomin ۳ام Ivan Privalov              | متالیست خارکوف Dinamo Kharkiv                                                          |
| ۱۹۲۹ | Kazimierz Piontkowski ۲ام Oleksandr Shpakovsky ۳ام Oleksandr Shtraub | دینامو کیف Dinamo Kharkiv Kanatnyky Odessa                                             |
| ۱۹۳۰ | Kazimierz Piontkowski ۲ام Volodymyr Fomin ۳ام Mykhailo Malkhasov     | دینامو کیف Dinamo Kharkiv دینامو کیف                                                   |
| ۱۹۳۱ | Kazimierz Piontkowski ۲ام Ivan Privalov ۳ام Oleksandr Babkin         | دینامو کیف Dinamo Kharkiv متالیست خارکوف                                               |

### فدراسیون فوتبال (هاکی) (بخش) اوکراین
| سال                       | بازیکن فوتبال                                                   | باشگاه                                    |
| ------------------------- | --------------------------------------------------------------- | ----------------------------------------- |
| ۱۹۳۲                      | Oleksandr Babkin ۲ام Valentyn Prokofiev ۳ام Kostiantyn Fomin    | متالیست خارکوف دینامو کیف Dinamo Kharkiv  |
| ۱۹۳۳                      | Konstantin Shchegotsky ۲ام Mykola Fomin ۳ام Fedir Tyutchev      | دینامو کیف Dinamo Kharkiv دینامو کیف      |
| ۱۹۳۴                      | Anton Idzkovsky ۲ام Kostiantyn Fomin ۳ام Konstantin Shchegotsky | دینامو کیف Dinamo Kharkiv دینامو کیف      |
| ۱۹۳۵                      | Viktor Shylovsky ۲ام Petro Laiko ۳ام Mykola Trusevych           | دینامو کیف                                |
| ۱۹۳۶                      | Konstantin Shchegotsky ۲ام Viktor Shylovsky ۳ام Mykola Makhynia | دینامو کیف                                |
| ۱۹۳۷                      | Pavel Komarov ۲ام Ivan Kuzmenko ۳ام Anton Idzkovsky             | دینامو کیف                                |
| ۱۹۳۸                      | Makar Honcharenko ۲ام Petro Laiko ۳ام Ivan Kuzmenko             | دینامو کیف                                |
| ۱۹۳۹                      | Ivan Kuzmenko ۲ام Viktor Shylovsky ۳ام Hryhoriy Balaba          | دینامو کیف شاختار دونتسک                  |
| ۱۹۴۰                      | Petro Laiko ۲ام Mykola Trusevych ۳ام Heorhiy Bykezin            | دینامو کیف شاختار دونتسک                  |
| جنگ جهانی دوم (no awards) |                                                                 |                                           |
| ۱۹۴۴                      | Mykola Makhynia ۲ام Pavlo Vinkovatov ۳ام Anton Idzkovsky        | دینامو کیف                                |
| ۱۹۴۵                      | Anton Idzkovsky ۲ام Viktor Rohozyansky ۳ام Semen Vasyliev       | دینامو کیف Lokomotyv Kharkiv دینامو کیف   |
| ۱۹۴۶                      | Pavlo Vinkovatov ۲ام Anatoliy Zubrytsky ۳ام Borys Hurkin        | دینامو کیف Lokomotyv Kharkiv              |
| ۱۹۴۷                      | Pavlo Vinkovatov ۲ام Abram Lerman ۳ام Georgiy Ponomarev         | دینامو کیف                                |
| ۱۹۴۸                      | Pavlo Vinkovatov ۲ام Oleksandr Prynts ۳ام Fedir Dashkov         | دینامو کیف                                |
| ۱۹۴۹                      | Heorhiy Borzenko ۲ام Fedir Dashkov ۳ام Viktor Zhylin            | Lokomotyv Kharkiv دینامو کیف              |
| ۱۹۵۰                      | Viktor Fomin ۲ام Pavlo Vinkovatov ۳ام Dezso Toth                | شاختار دونتسک دینامو کیف                  |
| ۱۹۵۱                      | Oleksandr Ponomaryov ۲ام Oleksandr Alpatov ۳ام Fedir Dashkov    | شاختار دونتسک دینامو کیف                  |
| ۱۹۵۲                      | Vitaliy Holubyev ۲ام Andrei Zazroyev ۳ام Mykhaylo Mykhalyna     | دینامو کیف                                |
| ۱۹۵۳                      | Heorhiy Borzenko ۲ام Mihaly Koman ۳ام Vitaliy Golubyev          | Lokomotiv Kharkov دینامو کیف              |
| ۱۹۵۴                      | Viktor Fomin ۲ام Mihaly Koman ۳ام Andrei Zazroyev               | دینامو کیف                                |
| ۱۹۵۵                      | Mihaly Koman ۲ام Oleg Makarov ۳ام Viktor Fomin                  | دینامو کیف                                |
| ۱۹۵۶                      | Mihaly Koman ۲ام Yuriy Voynov ۳ام Viktor Terentiev              | دینامو کیف                                |
| ۱۹۵۷                      | Yuriy Voynov ۲ام Mihaly Koman ۳ام Viktor Fomin                  | دینامو کیف                                |
| ۱۹۵۸                      | Yuriy Voynov ۲ام ویکتور کانفسکی ۳ام Adamas Golodets             | دینامو کیف                                |
| ۱۹۵۹                      | Yuriy Voynov ۲ام والری لوبانوفسکی ۳ام Vasyl Turyanchyk          | دینامو کیف Verkhovyna Uzhhorod/دینامو کیف |

### Sportyvna Hazeta (Radyanskyi Sport)
| سال  | بازیکن فوتبال                                                | باشگاه                      |
| ---- | ------------------------------------------------------------ | --------------------------- |
| ۱۹۶۰ | Yuriy Voynov ۲ام والری لوبانوفسکی ۳ام ویکتور کانفسکی         | دینامو کیف                  |
| ۱۹۶۱ | Oleg Makarov ۲ام ویکتور کانفسکی ۳ام Oleh Bazylevych          | دینامو کیف                  |
| ۱۹۶۲ | والری لوبانوفسکی ۲ام Andriy Biba ۳ام Viktor Serebryanikov    | دینامو کیف                  |
| ۱۹۶۳ | والری لوبانوفسکی ۲ام ویکتور کانفسکی ۳ام Viktor Serebryanikov | دینامو کیف                  |
| ۱۹۶۴ | Viktor Bannikov ۲ام ویکتور کانفسکی ۳ام Vasyl Moskalenko      | دینامو کیف چورنومورتس اودسا |
| ۱۹۶۵ | Vitaliy Khmelnytskyi ۲ام Viktor Bannikov ۳ام Yozhef Sabo     | دینامو کیف                  |
| ۱۹۶۶ | Andriy Biba ۲ام آناتولی بیشووتس ۳ام Yozhef Sabo              | دینامو کیف                  |
| ۱۹۶۷ | Vasyl Turyanchyk ۲ام آناتولی بیشووتس ۳ام Viktor Bannikov     | دینامو کیف                  |

### Komsomolskoye Znamie
| سال  | بازیکن فوتبال                                       | باشگاه                   |
| ---- | --------------------------------------------------- | ------------------------ |
| ۱۹۶۸ | Vasyl Turyanchyk Volodymyr Muntyan ۳ام یوری دهتریوف | دینامو کیف شاختار دونتسک |

### Molod Ukrainy
| سال  | بازیکن فوتبال                                                    | باشگاه                                                            |
| ---- | ---------------------------------------------------------------- | ----------------------------------------------------------------- |
| ۱۹۶۹ | Viktor Serebryanikov ۲ام Volodymyr Muntyan ۳ام Yevgeniy Rudakov  | دینامو کیف شاختار دونتسک                                          |
| ۱۹۷۰ | Volodymyr Muntyan ۲ام Yozhef Sabo ۳ام Yanosh Habovda             | دینامو کیف باشگاه فوتبال زوریا لوهانسک باشگاه فوتبال کارپاتی لووف |
| ۱۹۷۱ | Yevgeniy Rudakov ۲ام Viktor Kolotov ۳ام Vadym Sosnykhin          | دینامو کیف                                                        |
| ۱۹۷۲ | اولگ بلوخین ۲ام Yevgeniy Rudakov ۳ام Viktor Kolotov              | دینامو کیف                                                        |
| ۱۹۷۳ | اولگ بلوخین ۲ام Volodymyr Muntyan ۳ام Anatoliy Shepel            | دینامو کیف چورنومورتس اودسا                                       |
| ۱۹۷۴ | اولگ بلوخین ۲ام Volodymyr Onyshchenko ۳ام Vladimir Veremeyev     | دینامو کیف                                                        |
| ۱۹۷۵ | اولگ بلوخین ۲ام Volodymyr Onyshchenko ۳ام Vladimir Veremeyev     | دینامو کیف                                                        |
| ۱۹۷۶ | اولگ بلوخین ۲ام لئونید بوریاک ۳ام Volodymyr Danylyuk             | دینامو کیف باشگاه فوتبال کارپاتی لووف                             |
| ۱۹۷۷ | اولگ بلوخین ۲ام یوری دهتریوف ۳ام Anatoliy Konkov                 | دینامو کیف شاختار دونتسک دینامو کیف                               |
| ۱۹۷۸ | اولگ بلوخین ۲ام Volodymyr Bezsonov ۳ام یوری دهتریوف              | دینامو کیف شاختار دونتسک                                          |
| ۱۹۷۹ | ویتالی استاروخین ۲ام Stepan Yurchyshyn ۳ام اولگ بلوخین           | شاختار دونتسک باشگاه فوتبال کارپاتی لووف دینامو کیف               |
| ۱۹۸۰ | اولگ بلوخین ۲ام Volodymyr Bezsonov ۳ام لئونید بوریاک             | دینامو کیف                                                        |
| ۱۹۸۱ | اولگ بلوخین ۲ام لئونید بوریاک ۳ام Anatoly Demyanenko             | دینامو کیف                                                        |
| ۱۹۸۲ | Anatoly Demyanenko ۲ام لئونید بوریاک ۳ام Serhiy Baltacha         | دینامو کیف                                                        |
| ۱۹۸۳ | Oleh Taran ۲ام Viktor Hrachov ۳ام Anatoly Demyanenko             | دنیپرو شاختار دونتسک دینامو کیف                                   |
| ۱۹۸۴ | Hennadiy Lytovchenko ۲ام اولگ بلوخین ۳ام اولگ پراتاسوف           | دنیپرو دینامو کیف دنیپرو                                          |
| ۱۹۸۵ | Anatoly Demyanenko ۲ام اولگ پراتاسوف ۳ام اولگ بلوخین             | دینامو کیف دنیپرو دینامو کیف                                      |
| ۱۹۸۶ | Oleksandr Zavarov ۲ام ایگور بلانوف ۳ام اولگ بلوخین               | دینامو کیف                                                        |
| ۱۹۸۷ | الکسی میخایلیچنکو ۲ام اولگ پراتاسوف ۳ام Oleksandr Zavarov        | دینامو کیف دنیپرو دینامو کیف                                      |
| ۱۹۸۸ | الکسی میخایلیچنکو ۲ام Oleksandr Zavarov ۳ام Yevhen Shakhov       | دینامو کیف دنیپرو                                                 |
| ۱۹۸۹ | Volodymyr Bessonov ۲ام Hennadiy Lytovchenko ۳ام Mykola Kudrytsky | دینامو کیف دنیپرو                                                 |
| ۱۹۹۰ | Sergei Yuran ۲ام Oleh Kuznetsov ۳ام اولگ سالنکو                  | دینامو کیف                                                        |

### Ukrainskiy Football (روزنامه)
| سال  | بازیکن فوتبال                                            | باشگاه                                                                                              |
| ---- | -------------------------------------------------------- | --------------------------------------------------------------------------------------------------- |
| ۱۹۹۱ | آخریک تسویبا ۲ام Serhiy Yuran ۳ام اولگ سالنکو            | / دینامو کیف / دینامو کیف / دینامو کیف                                                              |
| ۱۹۹۲ | Viktor Leonenko ۲ام Andriy Polunin ۳ام Oleksandr Pomazun | دینامو کیف دنیپرو متالیست خارکوف                                                                    |
| ۱۹۹۳ | Viktor Leonenko ۲ام تیمرلن حسینوف ۳ام Dmytro Mykhailenko | دینامو کیف چورنومورتس اودسا دنیپرو                                                                  |
| ۱۹۹۴ | Viktor Leonenko ۲ام اولکساندر شووکوفسکی ۳ام Ihor Petrov  | دینامو کیف شاختار دونتسک                                                                            |
| ۱۹۹۵ | Yuriy Kalitvintsev ۲ام آندری شوچنکو ۳ام Oleh Suslov      | دینامو کیف چورنومورتس اودسا                                                                         |
| ۱۹۹۶ | سرهی ربروف ۲ام Oleh Suslov ۳ام Yuri Maximov              | دینامو کیف چورنومورتس اودسا دینامو کیف                                                              |
| ۱۹۹۷ | آندری شوچنکو ۲ام سرهی ربروف ۳ام Yuriy Kalitvintsev       | دینامو کیف                                                                                          |
| ۱۹۹۸ | سرهی ربروف ۲ام آندری شوچنکو ۳ام Oleh Luzhny              | دینامو کیف                                                                                          |
| ۱۹۹۹ | آندری شوچنکو ۲ام سرهی ربروف ۳ام اولکساندر شووکوفسکی      | دینامو کیف / آ.ث. میلان دینامو کیف                                                                  |
| ۲۰۰۰ | آندری شوچنکو ۲ام آندری وروبی ۳ام سرهی ربروف              | آ.ث. میلان شاختار دونتسک دینامو کیف / باشگاه فوتبال تاتنهام هاتسپر                                  |
| ۲۰۰۱ | آندری شوچنکو ۲ام Hennadiy Zubov ۳ام Olexandr Melaschenko | آ.ث. میلان شاختار دونتسک دینامو کیف                                                                 |
| ۲۰۰۲ | آناتولی تیموشوک ۲ام آندری شوچنکو ۳ام آندری هوسین         | شاختار دونتسک آ.ث. میلان دینامو کیف                                                                 |
| 2003 | Oleh Venglinsky ۲ام آندری شوچنکو ۳ام آناتولی تیموشوک     | دنیپرو آ.ث. میلان شاختار دونتسک                                                                     |
| ۲۰۰۴ | آندری شوچنکو ۲ام آناتولی تیموشوک ۳ام آندری وورونین       | آ.ث. میلان شاختار دونتسک باشگاه فوتبال کلن / بایر ۰۴ لورکوزن                                        |
| ۲۰۰۵ | آندری شوچنکو ۲ام آناتولی تیموشوک ۳ام روسلان روتان        | آ.ث. میلان شاختار دونتسک دنیپرو / دینامو کیف                                                        |
| ۲۰۰۶ | آناتولی تیموشوک ۲ام آندری شوچنکو ۳ام سرهی ربروف          | شاختار دونتسک آ.ث. میلان / چلسی دینامو کیف                                                          |
| ۲۰۰۷ | آناتولی تیموشوک ۲ام آندری وورونین ۳ام الکساندر هلداکی    | شاختار دونتسک / زنیت سن پترزبورگ بایر ۰۴ لورکوزن / باشگاه فوتبال لیورپول FC Kharkiv / شاختار دونتسک |
| ۲۰۰۸ | آرتم میلفسکی ۲ام آناتولی تیموشوک ۳ام Serhiy Kravchenko   | دینامو کیف زنیت سن پترزبورگ فورسکلا پولتاوا                                                         |
| ۲۰۰۹ | آرتم میلفسکی ۲ام آندری شوچنکو ۳ام آندری پیاتوف           | دینامو کیف آ.ث. میلان / چلسی / دینامو کیف شاختار دونتسک                                             |
| ۲۰۱۰ | یوگنی کونوپلیانکا ۲ام یاروسلاف راکیتسکیف ۳ام مارکو دویچ  | دنیپرو شاختار دونتسک متالیست خارکوف                                                                 |
| ۲۰۱۱ | آندری وورونین ۲ام آندری یارمولنکو ۳ام آناتولی تیموشوک    | دینامو مسکو دینامو کیف بایرن مونیخ                                                                  |
| ۲۰۱۲ | یوگنی کونوپلیانکا ۲ام روسلان روتان ۳ام اولگ هوسیف        | دنیپرو دینامو کیف                                                                                   |
| ۲۰۱۳ | آندری یارمولنکو یوگنی کونوپلیانکا ۳ام مارکو دویچ         | دینامو کیف دنیپرو متالیست خارکوف                                                                    |
| ۲۰۱۴ | آندری یارمولنکو ۲ام یوگنی کونوپلیانکا ۳ام روسلان روتان   | دینامو کیف دنیپرو                                                                                   |
| ۲۰۱۵ | آندری یارمولنکو ۲ام یوگنی کونوپلیانکا ۳ام یوگنی سلزنیوف  | دینامو کیف دنیپرو / باشگاه فوتبال سویا دنیپرو                                                       |
| ۲۰۱۶ | روسلان روتان ۲ام آندری پیاتوف ۳ام آندری یارمولنکو        | دنیپرو شاختار دونتسک دینامو کیف                                                                     |
| ۲۰۱۷ | آندری یارمولنکو ۲ام تاراس استپاننکو ۳ام دنیس هارماش      | دینامو کیف / باشگاه فوتبال بروسیا دورتموند شاختار دونتسک دینامو کیف                                 |

### Ukrainskiy Football (وبگاه)
| سال  | بازیکن فوتبال                                                      | باشگاه                                     |
| ---- | ------------------------------------------------------------------ | ------------------------------------------ |
| ۲۰۱۸ | Viktor Tsyhankov ۲ام مارلوس (بازیکن فوتبال) ۳ام Ruslan Malinovskyi | دینامو کیف شاختار دونتسک باشگاه فوتبال خنک |

## جوایز جایگزین

### بازیکن فوتبال سال (باشگاه‌های اوکراین)

#### Kiev Institute of Physical Culture
| سال  | بازیکن فوتبال                                                    | باشگاه                      |
| ---- | ---------------------------------------------------------------- | --------------------------- |
| ۱۹۸۸ | الکسی میخایلیچنکو ۲ام وولودیمیر لیوتی ۳ام Ivan Vyshnevskyi       | دینامو کیف دنیپرو           |
| ۱۹۸۹ | Mykola Kudrytsky ۲ام Volodymyr Bezsonov ۳ام Hennadiy Litovchenko | دنیپرو دینامو کیف           |
| ۱۹۹۰ | Hennadiy Litovchenko ۲ام اولگ پراتاسوف ۳ام Mykola Kudrytsky      | دینامو کیف دنیپرو           |
| ۱۹۹۱ | Ilya Tsymbalar ۲ام آخریک تسویبا ۳ام اولگ سالنکو                  | چورنومورتس اودسا دینامو کیف |

### بازیکن فوتبال سال لیگ برتر فوتبال اوکراین

#### فدراسیون فوتبال اوکراین
| سال  | بازیکن فوتبال                                            | باشگاه                                     |
| ---- | -------------------------------------------------------- | ------------------------------------------ |
| ۱۹۹۲ | Valdemaras Martinkėnas ۲ام Andriy Polunin ۳ام سرهی ربروف | دینامو کیف دنیپرو شاختار دونتسک/دینامو کیف |
| ۱۹۹۳ | Viktor Leonenko ۲ام Oleh Luzhny ۳ام Serhiy Bezhenar      | دینامو کیف دنیپرو                          |
| ۱۹۹۴ | Oleh Suslov ۲ام Viktor Leonenko ۳ام سرهی ربروف           | چورنومورتس اودسا دینامو کیف                |

### جایزه کوماندا (۱۹۹۵–۲۰۱۶)
| سال  | بازیکن فوتبال                                                               | باشگاه                                                                     |
| ---- | --------------------------------------------------------------------------- | -------------------------------------------------------------------------- |
| ۱۹۹۵ | Yuriy Kalitvintsev ۲ام Oleh Suslov ۳ام آندری شوچنکو                         | دینامو کیف چورنومورتس اودسا دینامو کیف                                     |
| ۱۹۹۶ | سرهی ربروف ۲ام Yuriy Maksymov ۳ام Oleh Suslov                               | دینامو کیف چورنومورتس اودسا                                                |
| ۱۹۹۷ | آندری شوچنکو ۲ام سرهی ربروف ۳ام Yuriy Kalitvintsev                          | دینامو کیف                                                                 |
| ۱۹۹۸ | سرهی ربروف ۲ام آندری شوچنکو ۳ام Oleh Luzhnyi                                | دینامو کیف                                                                 |
| ۱۹۹۹ | سرهی ربروف ۲ام آندری شوچنکو ۳ام ولادیسلاو واشچوک                            | دینامو کیف / آ.ث. میلان دینامو کیف                                         |
| ۲۰۰۰ | آندری وروبی ۲ام Valyantsin Byalkevich ۳ام Yuriy Virt                        | شاختار دونتسک دینامو کیف شاختار دونتسک                                     |
| ۲۰۰۱ | Valyantsin Byalkevich ۲ام Hennadiy Zubov ۳ام سرهی شیشچنکو                   | دینامو کیف شاختار دونتسک باشگاه فوتبال متالورگ دونتسک                      |
| ۲۰۰۲ | آناتولی تیموشوک ۲ام Valyantsin Byalkevich ۳ام Oleh Venhlynskyi              | شاختار دونتسک دینامو کیف / دنیپرو                                          |
| 2003 | Valyantsin Byalkevich ۲ام Oleh Venhlynskyi ۳ام Serhiy Fedorov               | دینامو کیف دنیپرو دینامو کیف                                               |
| 2004 | Oleksandr Rykun ۲ام اولکساندر شووکوفسکی ۳ام ماتوزالیم                       | دنیپرو دینامو کیف شاختار دونتسک                                            |
| 2005 | اولگ هوسیف ۲ام آناتولی تیموشوک ۳ام ماتوزالیم                                | دینامو کیف شاختار دونتسک                                                   |
| 2006 | سرگی نازارنکو ۲ام ماتوزالیم ۳ام آناتولی تیموشوک                             | دنیپرو شاختار دونتسک                                                       |
| 2007 | سرگی نازارنکو ۲ام الکساندر هلداکی ۳ام فرناندینیو (بازیکن فوتبال)            | دنیپرو شاختار دونتسک                                                       |
| 2008 | جاجا کوئلیو ۲ام آرتم میلفسکی ۳ام Serhiy Kravchenko                          | متالیست خارکوف دینامو کیف فورسکلا پولتاوا                                  |
| 2009 | آرتم میلفسکی ۲ام آندری شوچنکو ۳ام آندری پیاتوف                              | دینامو کیف شاختار دونتسک                                                   |
| 2010 | آندری پیاتوف ۲ام یوگنی کونوپلیانکا ۳ام داریو سرنا                           | شاختار دونتسک دنیپرو شاختار دونتسک                                         |
| 2011 | آندری یارمولنکو ۲ام تایسون (بازیکن فوتبال) ۳ام Oleksandr Rybka              | دینامو کیف متالیست خارکوف باشگاه فوتبال اوبولون-برووار کیف / شاختار دونتسک |
| 2012 | هنریخ مخیتاریان ۲ام ویلیان (بازیکن فوتبال، زاده ۱۹۸۸) ۳ام یوگنی کونوپلیانکا | شاختار دونتسک دنیپرو                                                       |
| 2013 | یوگنی کونوپلیانکا ۲ام آندری یارمولنکو ۳ام مارکو دویچ                        | دنیپرو دینامو کیف متالیست خارکوف                                           |
| 2014 | آندری یارمولنکو ۲ام یوگنی کونوپلیانکا ۳ام کلیتون خاویر                      | دینامو کیف دنیپرو متالیست خارکوف                                           |
| 2015 | آلکس تیشیرا ۲ام آندری یارمولنکو ۳ام یوگنی کاچریدی                           | شاختار دونتسک دینامو کیف                                                   |
| 2016 | مارلوس (بازیکن فوتبال) ۲ام آندری یارمولنکو ۳ام داریو سرنا                   | شاختار دونتسک دینامو کیف شاختار دونتسک                                     |

### Komanda1 award
| سال  | بازیکن فوتبال                                                                 | باشگاه                                 |
| ---- | ----------------------------------------------------------------------------- | -------------------------------------- |
| 2017 | مارلوس (بازیکن فوتبال) ۲ام آندری یارمولنکو ۳ام فرد (بازیکن فوتبال، زاده ۱۹۹۳) | شاختار دونتسک دینامو کیف شاختار دونتسک |
| 2018 | مارلوس (بازیکن فوتبال) ۲ام Viktor Tsyhankov ۳ام تایسون (بازیکن فوتبال)        | شاختار دونتسک دینامو کیف شاختار دونتسک |